# Marie-Sophie Vermot
Pour les articles homonymes, voir Vermot.
Marie-Sophie Vermot est une écrivaine française, née à Montreuil le 16 mai 1960. Elle vit actuellement en Normandie en Seine-Maritime et partage son temps entre la peinture, l'écriture, et la sculpture. Considérée comme l'un des auteurs importants du réalisme en littérature jeunesse au tournant des années 2000, elle est l'autrice de nombreux romans centrés autour des relations familiales à l'épreuve des chocs de la vie. Elle est traduite en Italie et au Japon.
Elle est également la mère de Thibault Vermot.

## Biographie

### Scolarité
Elle apprend à lire à l’âge de quatre ans et se réfugie très tôt dans la lecture. Elle déteste le système scolaire dès son entrée à l'école, s’ennuie beaucoup en classe et passe un temps fou dans le couloir en représailles de son indiscipline. Selon elle, l'école ne laissait pas place à la fantaisie ni à l'imagination. Elle étudie cependant la littérature américaine (du XXe siècle : Steinbeck, Faulkner, Hemingway, Carson McCullers) et la danse contemporaine. Elle suit également des études de Lettres et de Philosophie, puis, par amour de la peinture, deux années aux Beaux-Arts. La peinture reste une alternative fréquente à son besoin d’expression,.

### Métier d’écrivain
Depuis quelques années, l’écriture s’est imposée à elle en tant que thérapie, car des événements douloureux ont marqué sa jeunesse. Elle affirme écrire pour cicatriser, pour avancer, et pour se construire ; également parce que les mots bercent sa vie depuis toujours et l’enchantent. Elle a une mémoire d'éléphant et le cœur à vif quand elle parle de l'adolescence et de ses tourments. Elle n'apprécie ni le virtuel, ni le fantastique.
Dès 1997, elle est publiée à l'Ecole des loisirs par l'éditrice Geneviève Brisac. Ses romans paraissent également aux éditions Flammarion, Casterman, Le Rouergue, Pocket, Milan, Le Seuil, et sont actuellement édités chez Thierry Magnier.

### Réception
Aux côtés de Susie Morgenstern, Judy Blume ou Agnès Desarthe, Marie-Sophie Vermot est considérée comme l'un des « champions du genre » réaliste en littérature jeunesse, et du roman-miroir qui met en scène les bouleversements psychologiques propres aux adolescentes. Ses romans sont régulièrement cités dans des publications universitaires portant sur la littérature jeunesse ou les relations familiales. Elle aborde dans ses récits des thèmes jugés difficiles, tels que la drogue, la maladie (Les Volets clos), les secrets de famille (Quelque chose à te dire), la reconstruction après l'abandon familial (Comme le font les garçons) ou les situations de deuil (Mais il part...), sans tomber dans le pathétique ou l'exagération. Sa plume simple, capable d'humour et de légèreté dans les situations graves, est remarquée et parfois jugée bouleversante. Le seuil de la vie d’adulte est un thème récurrent dans ses œuvres, ainsi que les choix et les directions à prendre à ce moment de l'existence.
Comme le font les garçons (1998) est considéré comme « l’un des premiers livres français parus chez un éditeur de renom à aborder l’altersexualité. »
Son roman Soixante-douze heures aborde le sujet de l'accouchement sous X par le biais du monologue intérieur d'Irène, la jeune mère, qui envisage les conséquences multiples de son choix sur sa propre vie ainsi que sur celle de son enfant. Le récit, qualifié de « très beau » par la critique, mais aussi de « cru, réaliste, sensible », « dégage une émotion intense » et ses enjeux sont considérés comme abordés avec « subtilité et précision, intelligence et délicatesse » .

### Listes d'ouvrages de 1992 à 2018

#### Publications[16]
- Le chemin de Clara – Flammarion – 1992
- Quatre de trop – Flammarion – 1993
- La fin d’un été – Flammarion – 1995
- Échappé sur pointes – Casterman – 1995
- Les volets clos – Le Seuil – 1996
- Le temps d’une averse – l’école des loisirs – 1997
- Une vie à part – l’école des loisirs – 1997
- En plus, c’était pas prévu – l’école des loisirs – 1997
- Comme le font les garçons – l’école des loisirs – 1998
- Confiance, Encore mieux et Autocuiseur – l’école des loisirs – 1998
- Avis de tempête – Pocket – 1999
- Je veux faire des bêtises – Milan- 1999
- Casting – l’école des loisirs – 2000
- Les Poussières à la plage – l’école des loisirs – 2000
- Un si petit, petit, frère – Milan – 2000
- Tendance filles – l’école des loisirs – 2001
- Les Poussières ont de mauvaises idées – 2001
- Les tribulations de l’escargot – l’école des loisirs – 2002
- Pouvoir se taire, et encore – Thierry Magnier – 2002
- Tu veux ma photo ? – l’école des loisirs – 2003
- Voilà pourquoi les vieillards sourient – Le Rouergue – 2003
- En notre absence – Pocket – 2003
- Athènes, autrefois puissante – l’école des loisirs – 2004
- Cinq – Thierry Magnier – 2004
- Mais il part... – Thierry Magnier – 2005
- Mamie-mystère – Milan – 2005
- Deux fois rien – Thierry Magnier – 2006
- Rien à perdre – Thierry Magnier – 2007
- Quelque chose à te dire – l’école des loisirs – 2008
- Dernier jour de beau avant la pluie – l’école des loisirs – (Medium) 2009
- Tout le monde est une idole, Thierry Magnier, 2010
- Camille aime pas danser, Thierry Magnier, 2011
- Soixante-douze heures, Thierry Magnier, 2018
- Amoureuse, Thierry Magnier, 2019